# 红十月农村居民点 (弗拉基米尔州)
红十月农村居民点（俄语：Краснооктябрьское сельское поселение）是俄罗斯联邦弗拉基米尔州古西赫鲁斯塔利内区所属的一个农村居民点。其下辖有10个居民点，行政中心为红十月镇。据2016年统计，该农村居民点的人口为1293人。